# 화제초등학교
화제초등학교는 대한민국 경상남도 양산시 원동면에 있는 초등학교이다.

## 연혁
- 1936. 04. 10 원동공립보통학교 부설 화제간이학교 인가
- 1936. 06. 05 화제간이학교 개교
- 1944. 02. 16 화제공립학교로 인가
- 1946. 06. 30 제1회 졸업생 12명 배출
- 1985. 03. 10 병설유치원 개원
- 1985. 03. 11 운동장 잔디 조성
- 1994. 12. 20 환경보전교육 도 우수학교 선정
- 1997. 10. 25 도지정 체육과 우수학교 선정
- 1999. 02. 27 수세식 화장실 1동 개축
- 2005. 02. 10 신관 2층 교실 2실 신축
- 2009. 08. 07 농산어촌 전원학교 선정
- 2012. 03. 01 도교육청지정 2009개정 교육과정 정책연구 지정
- 2014. 03. 01 제31대 이종락 교장 부임
- 2014. 12. 03 경남형 혁신학교 행복학교 선정
- 2015. 02. 17 제70회 졸업(총 2,518명)

## 학생 및 교직원 수
- 학생 92명 (2018년)
- 교직원 19명 (2018년)

## 학교 동문
윤영석 - 제19~21대 국회의원